# WWE Saturday Night's Main Event
O Saturday Night's Main Event é uma série de especiais de televisão de luta livre profissional americana produzidos pela WWE (originalmente a World Wrestling Federation ou WWF). Foi transmitida originalmente pela NBC de 1985 a 1992, substituindo o Saturday Night Live em sua faixa de horário noturno ocasionalmente ao longo do ano.
Em uma época em que os programas de luta livre semanais consistiam principalmente em lutas de squash, com estrelas estabelecidas dominando jobbers, Saturday Night's Main Event era quase inteiramente composto por lutas entre estrelas, raramente vistas na televisão, incluindo defesas de título e lutas especiais. Isso coincidiu e contribuiu para o auge da "segunda era de ouro" da luta livre profissional nos Estados Unidos; impulsionado por aparições regulares de estrelas da WWF, como Hulk Hogan, Saturday Night's Main Event atraía grandes audiências durante grande parte de sua exibição. Um spin-off intitulado The Main Event foi exibido anualmente em uma noite de sexta-feira em fevereiro, começando em 1988. A audiência começou a cair na década de 1990, levando a NBC a cancelar os especiais em 1991. Em 1992, a WWF transferiu Saturday Night's Main Event para a Fox, que exibiu duas edições do especial na rede antes de ser descontinuado.
Em 2006, Saturday Night's Main Event foi brevemente revivido como uma série de especiais em horário nobre na NBC, como parte do acordo da WWE com a NBC Universal para transmitir seu programa semanal Raw na USA Network. Cinco episódios foram exibidos como parte da nova fase antes de ser descontinuado em 2008. Em abril de 2022, a WWE reutilizou o título Saturday Night's Main Event para eventos ao vivo realizados nas noites de sábado. Em setembro de 2024, como parte de um acordo que transferiu o WWE SmackDown da Fox para a USA, a WWE anunciou que reviveria Saturday Night's Main Event na NBC mais uma vez.

## História

### Transmissão original (1985–1992)

O logotipo da era NBC, 1985-1991.

Saturday Night's Main Event estreou em 11 de maio de 1985, no horário normalmente reservado para reprises do programa de comédia Saturday Night Live da NBC. O então produtor executivo do SNL, Dick Ebersol, fechou um acordo com o proprietário da WWF, Vince McMahon, para produzir o programa, após Ebersol ter visto as altas audiências que dois especiais da WWF obtiveram na MTV em 1984-85: The Brawl to End It All e The War to Settle the Score. Embora o programa tenha sido transmitido de forma esporádica, a partir de 1986, ele se estabeleceu em um padrão previsível de datas de exibição: fim de semana de Ano Novo, um episódio no final de fevereiro/início de março, um episódio no final de abril/início de maio, um episódio no final de setembro/início de outubro e fim de semana de Ação de Graças. 1989 e 1990 também ofereceram episódios em julho promovidos como "Edições Bônus de Verão".

Logotipo da era Fox, 1992.

Saturday Night's Main Event foi um enorme sucesso de audiência para a NBC durante seu auge, especialmente no programa de 14 de março de 1987, que registrou uma classificação de 11,6, a mais alta que qualquer programa alcançou naquele horário até hoje. Esse episódio foi marcado por uma battle royal que envolveu Hulk Hogan e André the Giant, que estavam programados para se enfrentar na WrestleMania III. Como Hogan raramente lutava nos programas sindicados e de cabo da WWF, Saturday Night's Main Event era o programa na televisão aberta onde a maioria dos espectadores podia vê-lo em ação. O sucesso do Saturday Night's Main Event levou a vários especiais em horário nobre nas noites de sexta-feira, conhecidos como The Main Event. O primeiro desses especiais, em 5 de fevereiro de 1988, incluiu uma revanche da WrestleMania III entre Hogan e André e atraiu 33 milhões de espectadores, com uma classificação de 15,2, que ainda é a mais alta na história da televisão de luta livre profissional americana. Embora as classificações tenham permanecido fortes até 1990, começaram a cair logo depois. A NBC, que acabara de adquirir os direitos de transmissão de jogos da NBA a nível nacional, começou a perder interesse na luta livre, e Saturday Night's Main Event foi cancelado. Sua última exibição na NBC ocorreu em 27 de abril de 1991. A Fox assumiu o programa em 1992, mas ele foi exibido apenas duas vezes na Fox: em 8 de fevereiro de 1992, e a última edição do Saturday Night's Main Event da exibição original foi transmitida em 14 de novembro de 1992.
Durante grande parte de sua história, Saturday Night's Main Event foi apresentado por McMahon e Jesse "The Body" Ventura, com a participação ocasional de Bobby Heenan em 1986 e 1987. Em 1990, Roddy Piper substituiu Ventura como parceiro de transmissão de McMahon, após Ventura deixar a WWF. Nos dois episódios que foram exibidos na Fox, Heenan atuou como parceiro de McMahon. De 1985 a 1988, a música tema de abertura da versão da NBC era "Obsession" da Animotion, com a música de encerramento sendo "Take Me Home" de Phil Collins, além de trechos de "Take On Me" do a-ha usados nos intervalos do programa. "Higher Love" de Steve Winwood também foi usada como música de encerramento. A partir da edição de 4 de outubro de 1986, cada show começou a apresentar uma abertura fria com breves promos de lutadores, acompanhadas por um loop do início de "Traveling Music" de Lee Ritenour, da trilha sonora de American Flyers. Em fevereiro de 1988, as músicas foram substituídas por um tema instrumental original criado pela WWF. O novo tema instrumental foi originalmente usado como tema do WWF Slammy Awards de 1987. Uma música tema de abertura diferente foi utilizada para o episódio de fevereiro de 1992.
Episódios selecionados também foram exibidos no Reino Unido pela ITV em seu slot semanal de sábado à tarde, World Of Sport, principalmente devido à popularidade dos The British Bulldogs.

### Primeira temporada revivida (2006–2008)

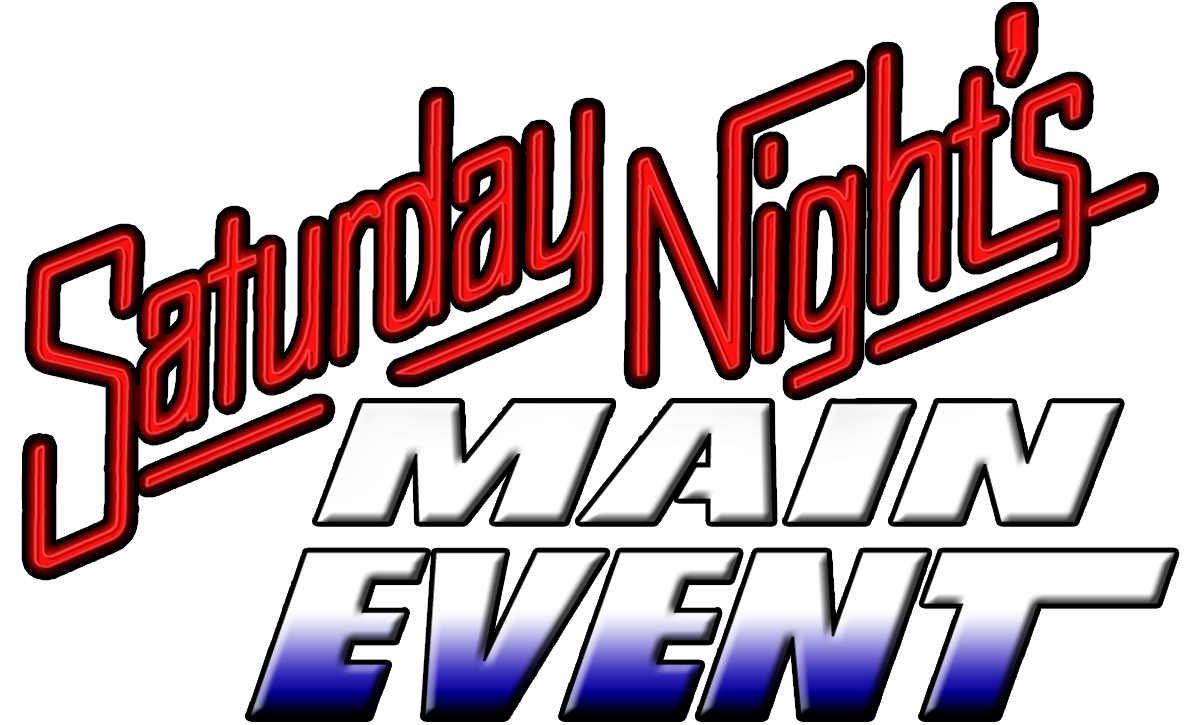
Logo, 2006–2008

Quando o programa principal da WWE, Raw, retornou à USA Network em 2005, Saturday Night's Main Event foi revivido em 2006 como uma "série especial" para ser exibida ocasionalmente na NBC, como parte de um acordo entre a WWE e a NBC Universal. Os elencos dos programas Raw, SmackDown e ECW participaram do show.
Saturday Night's Main Event voltou à NBC em 18 de março de 2006, em um horário nobre. O primeiro episódio foi exibido com um atraso de uma hora, o segundo episódio foi ao ar ao vivo, e os três episódios restantes foram transmitidos em uma data posterior. Desde 2009, Saturday Night's Main Event foi substituído por WrestleMania: The World Television Premiere.

### Segunda temporada revivida (2024–presente)
Em 2024, após ter sido transferido para a Fox em 2019, WWE SmackDown mudou-se para a USA Network como parte de um acordo de cinco anos com a NBCUniversal. No âmbito desse acordo, foi estabelecido que a WWE produziria quatro especiais em horário nobre para a NBC por ano durante a vigência do contrato. Em 17 de setembro de 2024, a WWE anunciou que iria estrear uma segunda reaparição do Saturday Night's Main Event, com o primeiro episódio programado para ser exibido em 14 de dezembro, a partir do Nassau Coliseum.

## Eventos
A tabela a seguir lista as datas e locais dos eventos televisionados; eles não incluem os eventos ao vivo de 2022.
| Evento                                              | Data                                                     | Cidade                       | Local                              | Evento principal                                                                                                  | Ref.   |
| --------------------------------------------------- | -------------------------------------------------------- | ---------------------------- | ---------------------------------- | --- | ------ |
| Saturday Night's Main Event I                       | 10 de maio de 1985 Exibido em 11 de maio de 1985         | Uniondale, Nova Iorque       | Nassau Veterans Memorial Coliseum  | Hulk Hogan (c) vs. Bob Orton pelo Campeonato Mundial dos Pesos-Pesados da WWF                                     | [ 5 ]  |
| Saturday Night's Main Event II                      | 3 de outubro de 1985 Exibido em 5 de outubro de 1985     | East Rutherford, Nova Jérsei | Brendan Byrne Arena                | Hulk Hogan (c) vs. Nikolai Volkoff em uma luta de bandeiras pelo Campeonato Mundial dos Pesos-Pesados da WWF      | [ 5 ]  |
| Saturday Night's Main Event III                     | 31 de outubro de 1985 Exibido em 2 de novembro de 1985   | Hershey, Pensilvânia         | Hersheypark Arena                  | Hulk Hogan e Andre the Giant vs. King Kong Bundy e Big John Studd                                                 | [ 5 ]  |
| Saturday Night's Main Event IV                      | 19 de dezembro de 1985 Exibido em 4 de janeiro de 1986   | Tampa, Flórida               | USF Sun Dome                       | Hulk Hogan (c) vs. Terry Funk pelo Campeonato Mundial dos Pesos-Pesados da WWF                                    | [ 5 ]  |
| Saturday Night's Main Event V                       | 15 de fevereiro de 1986 Exibido em 1 de março de 1986    | Phoenix, Arizona             | Arizona Veterans Memorial Coliseum | Hulk Hogan (c) vs. The Magnificent Muraco pelo Campeonato Mundial dos Pesos-Pesados da WWF                        | [ 6 ]  |
| Saturday Night's Main Event VI                      | 1 de maio de 1986 Exibido em 3 de maio de 1986           | Providence, Rhode Island     | Providence Civic Center            | Hulk Hogan e Junkyard Dog vs. Terry Funk e Hoss Funk                                                              | [ 6 ]  |
| Saturday Night's Main Event VII                     | 13 de setembro de 1986 Exibido em 4 de outubro de 1986   | Richfield, Ohio              | Coliseum at Richfield              | Hulk Hogan (c) vs. Paul Orndorff pelo Campeonato Mundial dos Pesos-Pesados da WWF                                 | [ 6 ]  |
| Saturday Night's Main Event VIII                    | 15 de novembro de 1986 Exibido em 29 de novembro de 1986 | Los Angeles, Califórnia      | Los Angeles Memorial Sports Arena  | Hulk Hogan (c) vs. Hercules Hernandez pelo Campeonato Mundial dos Pesos-Pesados da WWF                            | [ 6 ]  |
| Saturday Night's Main Event IX                      | 14 de dezembro de 1986 Exibido em 3 de janeiro de 1987   | Hartford, Connecticut        | Hartford Civic Center              | Hulk Hogan (c) vs. Paul Orndorff em uma luta em uma jaula de aço pelo Campeonato Mundial dos Pesos-Pesados da WWF | [ 6 ]  |
| Saturday Night's Main Event X                       | 21 de fevereiro de 1987 Exibido em 14 de março de 1987   | Detroit, Michigan            | Joe Louis Arena                    | Battle Royal de 20 lutadores                                                                                      | [ 7 ]  |
| Saturday Night's Main Event XI                      | 28 de abril de 1987 Exibido em 2 de maio de 1987         | Notre Dame, Indiana          | Edmund P. Joyce Center             | Kamala vs. Jake Roberts                                                                                           | [ 7 ]  |
| Saturday Night's Main Event XII                     | 23 de setembro de 1987 Exibido em 3 de outubro de 1987   | Hershey, Pensilvânia         | Hersheypark Arena                  | Hulk Hogan (c) vs. Sika pelo Campeonato Mundial dos Pesos-Pesados da WWF                                          | [ 7 ]  |
| Saturday Night's Main Event XIII                    | 11 de novembro de 1987 Exibido em 28 de novembro de 1987 | Seattle, Washington          | Seattle Center Coliseum            | Hulk Hogan (c) vs. King Kong Bundy pelo Campeonato Mundial dos Pesos-Pesados da WWF                               | [ 7 ]  |
| Saturday Night's Main Event XIV                     | 7 de dezembro de 1987 Exibido em 2 de janeiro de 1988    | Landover, Maryland           | Capital Centre                     | Hulk Hogan (c) vs. King Kong Bundy pelo Campeonato Mundial dos Pesos-Pesados da WWF                               | [ 7 ]  |
| Saturday Night's Main Event XV                      | 7 de março de 1988 Exibido em 12 de março de 1988        | Nashville, Tennessee         | Nashville Municipal Auditorium     | Hulk Hogan vs. Harley Race                                                                                        | [ 8 ]  |
| Saturday Night's Main Event XVI                     | 22 de abril de 1988 Exibido em 30 de abril de 1988       | Springfield, Massachusetts   | Springfield Civic Center           | Randy Savage vs. One Man Gang pelo Campeonato Mundial dos Pesos-Pesados da WWF                                    | [ 8 ]  |
| Saturday Night's Main Event XVII                    | 25 de outubro de 1988 Exibido em 29 de outubro de 1988   | Baltimore, Maryland          | Baltimore Arena                    | Hulk Hogan vs. King Haku                                                                                          | [ 8 ]  |
| Saturday Night's Main Event XVIII                   | 16 de novembro de 1988 Exibido em 26 de novembro de 1988 | Sacramento, Califórnia       | ARCO Arena                         | Randy Savage (c) vs. Andre the Giant pelo Campeonato Mundial dos Pesos-Pesados da WWF                             | [ 8 ]  |
| Saturday Night's Main Event XIX                     | 7 de dezembro de 1988 Exibido em 7 de janeiro de 1989    | Tampa, Flórida               | USF Sun Dome                       | Hulk Hogan vs. Akeem                                                                                              | [ 8 ]  |
| Saturday Night's Main Event XX                      | 16 de fevereiro de 1989 Exibido em 11 de março de 1989   | Hershey, Pensilvânia         | Hersheypark Arena                  | Hulk Hogan vs. Bad News Brown                                                                                     | [ 9 ]  |
| Saturday Night's Main Event XXI                     | 25 de abril de 1989 Exibido em 27 de maio de 1989        | Des Moines, Iowa             | Veterans Memorial Auditorium       | Hulk Hogan (c) vs. Big Boss Man pelo Campeonato da WWF                                                            | [ 9 ]  |
| Saturday Night's Main Event XXII                    | 18 de julho de 1989 Exibido em 29 de julho de 1989       | Worcester, Massachusetts     | Worcester Centrum                  | Hulk Hogan (c) vs. The Honky Tonk Man pelo Campeonato da WWF                                                      | [ 9 ]  |
| Saturday Night's Main Event XXIII                   | 21 de setembro de 1989 Exibido em 14 de outubro de 1989  | Cincinnati, Ohio             | Riverfront Coliseum                | Hulk Hogan (c) vs. Ted DiBiase pelo Campeonato da WWF                                                             | [ 9 ]  |
| Saturday Night's Main Event XXIV                    | 31 de outubro de 1989 Exibido em 25 de novembro de 1989  | Topeka, Kansas               | Sunflower State Expocentre         | Hulk Hogan (c) vs. The Genius pelo Campeonato da WWF                                                              | [ 9 ]  |
| Saturday Night's Main Event XXV                     | 3 de janeiro de 1990 Exibido em 27 de janeiro de 1990    | Chattanooga, Tennessee       | UTC Arena                          | Hulk Hogan e The Ultimate Warrior vs. Mr. Perfect e The Genius                                                    | [ 10 ] |
| Saturday Night's Main Event XXVI                    | 23 de abril de 1990 Exibido em 28 de abril de 1990       | Austin, Texas                | Frank Erwin Center                 | The Ultimate Warrior (c) vs. Haku pelo Campeonato da WWF                                                          | [ 10 ] |
| Saturday Night's Main Event XXVII                   | 16 de julho de 1990 Exibido em 28 de julho de 1990       | Omaha, Nebraska              | Omaha Civic Auditorium             | The Ultimate Warrior (c) vs. Rick Rude pelo Campeonato da WWF                                                     | [ 10 ] |
| Saturday Night's Main Event XXVIII                  | 18 de setembro de 1990 Exibido em 13 de outubro de 1990  | Toledo, Ohio                 | Toledo Sports Arena                | The Ultimate Warrior e The Legion of Doom (Hawk e Animal) vs. Demolition (Ax, Smash e Crush)                      | [ 10 ] |
| Saturday Night's Main Event XXIX                    | 15 de abril de 1991 Exibido em 27 de abril de 1991       | Omaha, Nebraska              | Omaha Civic Auditorium             | Battle Royal de 20 lutadores                                                                                      | [ 11 ] |
| Saturday Night's Main Event XXX                     | 27 de janeiro de 1992 Exibido em 8 de fevereiro de 1992  | Lubbock, Texas               | Lubbock Municipal Coliseum         | Hulk Hogan e Sid Justice vs. Ric Flair e The Undertaker                                                           | [ 12 ] |
| Saturday Night's Main Event XXXI                    | 27 de outubro de 1992 Exibido em 14 de novembro de 1992  | Terre Haute, Indiana         | Hulman Center                      | Bret Hart (c) vs. Papa Shango pelo Campeonato da WWF                                                              | [ 12 ] |
| Saturday Night's Main Event XXXII                   | 18 de março de 2006                                      | Detroit, Michigan            | Cobo Arena                         | Shane McMahon vs. Shawn Michaels em uma luta street fight                                                         | [ 13 ] |
| Saturday Night's Main Event XXXIII                  | 15 de julho de 2006                                      | Dallas, Texas                | American Airlines Center           | Edge (c) vs. John Cena pelo Campeonato da WWE                                                                     | [ 13 ] |
| Saturday Night's Main Event XXXIV                   | 28 de maio de 2007 Exibido em 2 de junho de 2007         | Toronto, Ontário, Canadá     | Air Canada Centre                  | John Cena vs. The Great Khali                                                                                     | [ 14 ] |
| Saturday Night's Main Event XXXV                    | 13 de agosto de 2007 Exibido em 18 de agosto de 2007     | Nova Iorque, Nova Iorque     | Madison Square Garden              | John Cena vs. Carlito                                                                                             | [ 14 ] |
| Saturday Night's Main Event XXXVI                   | 28 de julho de 2008 Exibido em 2 de agosto de 2008       | Washington, D.C.             | Verizon Center                     | Edge vs. Jeff Hardy                                                                                               | [ 15 ] |
| Saturday Night's Main Event XXXVII                  | 14 de dezembro de 2024                                   | Uniondale, Nova Iorque       | Nassau Veterans Memorial Coliseum  | Cody Rhodes (c) vs. Kevin Owens pelo Campeonato Indiscutível da WWE                                               | [ 16 ] |
| Saturday Night's Main Event XXXVIII                 | 25 de janeiro de 2025                                    | San Antonio, Texas           | Frost Bank Center                  | Gunther (c) vs. Jey Uso pelo Campeonato Mundial dos Pesos Pesados                                                 | [ 17 ] |
| Saturday Night's Main Event XXXIX                   | 24 de maio de 2025                                       | Tampa, Flórida               | Yuengling Center                   | Jey Uso (c) vs. Logan Paul pelo Campeonato Mundial dos Pesos Pesados                                              | [ 18 ] |
| Saturday Night's Main Event XL                      | 12 de julho de 2025                                      | Atlanta, Geórgia             | State Farm Arena                   | Gunther (c) vs. Goldberg pelo Campeonato Mundial dos Pesos Pesados                                                | [ 19 ] |
| (c) – refere-se ao(s) campeão(es) indo para a luta. |                                                          |                              |                                    | |        |

## Resultados
A seguir está a lista dos resultados das lutas dos shows televisionados de Saturday Night's Main Event, que não inclui os resultados de nenhum dos eventos ao vivo de 2022.

### World Wrestling Federation

#### Saturday Night's Main Event I
Saturday Night's Main Event I ocorreu em 10 de maio de 1985, em Uniondale, Nova Iorque, no Nassau Veterans Memorial Coliseum, e foi transmitido em 11 de maio de 1985. O evento foi exibido pela NBC e registrou uma audiência de 8.8 pontos.
| Nº                                          | Resultados | Estipulações                                                     | Tempo |
| ------------------------------------------- | --- | ---------------------------------------------------------------- | ----- |
| 1                                           | The U.S. Express (Mike Rotunda e Barry Windham) e Ricky Steamboat (com Lou Albano) derrotou Nikolai Volkoff, The Iron Sheik e George Steele (com Freddie Blassie) | Luta de trios                                                    | 06:30 |
| 2                                           | Hulk Hogan (c) (com Mr. T) derrotou Bob Orton (com Roddy Piper) por desqualificação                                                                               | Luta individual pelo Campeonato Mundial dos Pesos-Pesados da WWF | 06:54 |
| 3                                           | Wendi Richter (c) (com Cyndi Lauper) derrotou The Fabulous Moolah                                                                                                 | Luta individual pelo Campeonato Feminino da WWF                  | 04:00 |
| 4                                           | Junkyard Dog (com Bertha Ritter) derrotou Pete Doherty | Luta individual                                                  | 03:15 |
| (c) – Refere-se aos campeões antes da luta. | |                                                                  |       |

#### Saturday Night's Main Event II
Saturday Night's Main Event II ocorreu em 3 de outubro de 1985, em East Rutherford, Nova Jérsei, na Brendan Byrne Arena, e foi transmitido em 5 de outubro de 1985. O evento foi transmitido pela NBC e alcançou uma audiência de 8.3 pontos.
Durante a transmissão, Uncle Elmer se casou de forma legítima com Joyce Stazko.
| Nº                                          | Resultados | Estipulações                                                       | Tempo |
| ------------------------------------------- | --- | ------------------------------------------------------------------ | ----- |
| 1                                           | Hulk Hogan (c) derrotou Nikolai Volkoff (com Freddie Blassie)                                                                    | Luta de bandeiras pelo Campeonato Mundial dos Pesos-Pesados da WWF | 05:17 |
| 2                                           | Uncle Elmer (com Hillbilly Jim e Cousin Junior) derrotou Jerry Valiant                                                           | Luta individual                                                    | 00:12 |
| 3                                           | Paul Orndorff vs. Roddy Piper acabou por dupla contagem                                                                          | Luta individual                                                    | 04:01 |
| 4                                           | André the Giant e Tony Atlas (com Lou Albano) derrotaram King Kong Bundy e Big John Studd (com Bobby Heenan) por desqualificação | Luta de duplas                                                     | 04:26 |
| 5                                           | The Dream Team (Brutus Beefcake e Greg Valentine) (c) (com Johnny Valiant) derrotou Lanny Poffo e Tony Garea                     | Luta de duplas pelo Campeonato de Duplas da WWF                    | 03:30 |
| (c) – Refere-se aos campeões antes da luta. | |                                                                    |       |

#### Saturday Night's Main Event III
Saturday Night's Main Event III ocorreu em 31 de outubro de 1985, em Hershey, Pensilvânia, na Hersheypark Arena, e foi transmitido em 2 de novembro de 1985. O evento foi exibido pela NBC e alcançou uma audiência de 6.3 pontos.
| Nº                                          | Resultados | Estipulações                                            | Tempo |
| ------------------------------------------- | --- | ------------------------------------------------------- | ----- |
| 1                                           | Terry Funk (com Jimmy Hart) derrotou Junkyard Dog                                                                                | Luta individual                                         | 05:16 |
| 2                                           | Hulk Hogan e André the Giant (com Lou Albano) derrotaram King Kong Bundy e Big John Studd (com Bobby Heenan) por desqualificação | Luta de duplas                                          | 08:00 |
| 3                                           | Randy Savage (com Miss Elizabeth) vs. Tito Santana (c) acabou por dupla contagem                                                 | Luta individual pelo Campeonato Intercontinental da WWF | 04:08 |
| 4                                           | Ricky Steamboat derrotou Mr. Fuji (com The Magnificent Muraco)                                                                   | Kung Fu Challenge                                       | 03:16 |
| (c) – Refere-se aos campeões antes da luta. | |                                                         |       |

#### Saturday Night's Main Event IV
Saturday Night's Main Event IV ocorreu em 19 de dezembro de 1985, em Tampa, Flórida, no USF Sun Dome, e foi transmitido em 4 de janeiro de 1986. O evento foi exibido pela NBC e alcançou uma impressionante audiência de 10.4 pontos.
| Nº                                          | Resultados                                                                                 | Estipulações                                                     | Tempo |
| ------------------------------------------- | ------------------------------------------------------------------------------------------ | ---------------------------------------------------------------- | ----- |
| 1                                           | Jesse Ventura, Roddy Piper e Bob Orton derrotaram Hillbilly Jim, Uncle Elmer e Cousin Luke | Luta de trios                                                    | 08:00 |
| 2                                           | Hulk Hogan (c) (com Junkyard Dog) derrotou Terry Funk (com Jimmy Hart)                     | Luta individual pelo Campeonato Mundial dos Pesos-Pesados da WWF | 08:30 |
| 3                                           | Randy Savage (com Miss Elizabeth) derrotou George Steele (com Lou Albano)                  | Luta individual                                                  | 04:06 |
| 4                                           | Nikolai Volkoff (com Freddie Blassie e The Iron Sheik) derrotou Corporal Kirchner          | "Luta de Paz"                                                    | 04:32 |
| 5                                           | Junkyard Dog e Ricky Steamboat derrotaram Mr. Fuji e The Magnificent Muraco                | Luta de duplas                                                   | 05:19 |
| (c) – Refere-se aos campeões antes da luta. |                                                                                            |                                                                  |       |

#### Saturday Night's Main Event V
Saturday Night's Main Event V ocorreu em 15 de fevereiro de 1986, em Phoenix, Arizona, no Arizona Veterans Memorial Coliseum, e foi transmitido em 1º de março de 1986. O evento foi exibido pela NBC e alcançou uma audiência de 10.0 pontos.
Os eventos durante três das lutas – The Dream Team vs. The British Bulldogs pelo Campeonato de Duplas da WWF; Hulk Hogan vs. The Magnificent Muraco pelo Campeonato Mundial dos Pesos-Pesados da WWF; e Mr. T vs. "Battling" Bob Orton em uma luta de boxe – ajudaram a configurar três das quatro grandes lutas da WrestleMania 2.
O evento marcou a estreia do videoclipe de "Real American," o tema de entrada de Hulk Hogan.
| Nº                                          | Resultados | Estipulações                                                     | Tempo |
| ------------------------------------------- | --- | ---------------------------------------------------------------- | ----- |
| 1                                           | Mr. T derrotou Bob Orton (com Roddy Piper) | Luta de boxe                                                     | 5:02  |
| 2                                           | King Kong Bundy (com Bobby Heenan) derrotou Steve Gatorwolf                                                                                                | Luta individual                                                  | 00:41 |
| 3                                           | Hulk Hogan (c) derrotou The Magnificent Muraco (com Bobby Heenan) por desqualificação                                                                      | Luta individual pelo Campeonato Mundial dos Pesos-Pesados da WWF | 06:53 |
| 4                                           | The Dream Team (Brutus Beefcake e Greg Valentine) (c) (com Johnny Valiant) derrotou The British Bulldogs (Davey Boy Smith e Dynamite Kid) (com Lou Albano) | Luta de duplas pelo Campeonato de Duplas da WWF                  | 12:00 |
| 5                                           | Junkyard Dog derrotou Adrian Adonis (com Jimmy Hart) | Luta individual                                                  | 08:45 |
| (c) – Refere-se aos campeões antes da luta. | |                                                                  |       |

#### Saturday Night's Main Event VI
Saturday Night's Main Event VI ocorreu em 1º de maio de 1986, em Providence, Rhode Island, no Providence Civic Center, e foi transmitido em 3 de maio de 1986. O evento foi exibido pela NBC e alcançou uma audiência de 9.3 pontos.
Jake Roberts atacou Ricky Steamboat de surpresa e o nocauteou com seu golpe final, o DDT, no chão de concreto da arena antes do início da luta. Esse ataque ajudou a criar uma rivalidade que continuou ao longo do verão e início do outono de 1986.
| Nº                                          | Resultados | Estipulações                                         | Tempo |
| ------------------------------------------- | --- | ---------------------------------------------------- | ----- |
| 1                                           | Hulk Hogan e Junkyard Dog (com The Haiti Kid) derrotaram Terry Funk e Hoss Funk (com Jimmy Hart)                                             | Luta de duplas                                       | 13:30 |
| 2                                           | King Kong Bundy derrotou Uncle Elmer | Luta individual                                      | 02:35 |
| 3                                           | Adrian Adonis (com Jimmy Hart) derrotou Paul Orndorff por desqualificação                                                                    | Luta individual                                      | 12:00 |
| 4                                           | Jake Roberts vs. Ricky Steamboat acabou sem resultado                                                                                        | Luta individual                                      | 00:00 |
| 5                                           | The British Bulldogs (Davey Boy Smith e Dynamite Kid) (c) (com Lou Albano) derrotaram Nikolai Volkoff e The Iron Sheik (com Freddie Blassie) | Luta de duas quedas pelo Campeonato de Duplas da WWF | 09:10 |
| (c) – Refere-se aos campeões antes da luta. | |                                                      |       |

#### Saturday Night's Main Event VII
Saturday Night's Main Event VII ocorreu em 13 de setembro de 1986, em Richfield, Ohio, no Coliseum at Richfield, e foi transmitido em 4 de outubro de 1986. O evento foi exibido pela NBC e alcançou uma audiência de 9.4 pontos.
| Nº                                          | Resultados | Estipulações                                                     | Tempo |
| ------------------------------------------- | --- | ---------------------------------------------------------------- | ----- |
| 1                                           | Hulk Hogan (c) derrotou Paul Orndorff (com Bobby Heenan) por desqualificação                                                                                 | Luta individual pelo Campeonato Mundial dos Pesos-Pesados da WWF | 10:00 |
| 2                                           | Ricky Steamboat derrotou Jake Roberts | Luta individual                                                  | 06:19 |
| 3                                           | Roddy Piper derrotou The Iron Sheik (com Slick) | Luta individual                                                  | 00:43 |
| 4                                           | The British Bulldogs (Davey Boy Smith e Dynamite Kid) (c) (com Lou Albano) derrotaram The Dream Team (Brutus Beefcake e Greg Valentine) (com Johnny Valiant) | Luta de duas quedas pelo Campeonato de Duplas da WWF             | 13:09 |
| 5                                           | Kamala (com The Wizard e Kim Chee) derrotou Lanny Poffo | Luta individual                                                  | 01:44 |
| (c) – Refere-se aos campeões antes da luta. | |                                                                  |       |

#### Saturday Night's Main Event VIII
Saturday Night's Main Event VIII ocorreu em 15 de novembro de 1986, em Los Angeles, Califórnia, no Los Angeles Memorial Sports Arena, e foi transmitido em 29 de novembro de 1986. O evento foi exibido pela NBC e alcançou uma audiência de 9.7 pontos.
| Nº                                          | Resultados | Estipulações                                                     | Tempo |
| ------------------------------------------- | --- | ---------------------------------------------------------------- | ----- |
| 1                                           | Randy Savage (c) (com Miss Elizabeth) vs. Jake Roberts acabou em dupla desqualificação                                     | Luta individual pelo Campeonato Intercontinental da WWF          | 09:30 |
| 2                                           | Hulk Hogan (c) derrotou Hercules Hernandez (com Bobby Heenan)                                                              | Luta individual pelo Campeonato Mundial dos Pesos-Pesados da WWF | 06:30 |
| 3                                           | Roddy Piper derrotou Bob Orton (com Jimmy Hart)                                                                            | Luta individual                                                  | 03:48 |
| 4                                           | The Killer Bees (Jim Brunzell e B. Brian Blair) derrotaram The Hart Foundation (Bret Hart e Jim Neidhart) (com Jimmy Hart) | Luta de duplas                                                   | 09:00 |
| 5                                           | Koko B. Ware derrotou Nikolai Volkoff (com Slick)                                                                          | Luta individual                                                  | 02:30 |
| 6                                           | The Magnificent Muraco (com Mr. Fuji) derrotou Dick Slater                                                                 | Luta individual                                                  | 02:05 |
| (c) – Refere-se aos campeões antes da luta. | |                                                                  |       |

#### Saturday Night's Main Event IX
Saturday Night's Main Event IX ocorreu em 14 de dezembro de 1986, em Hartford, Connecticut, no Hartford Civic Center, e foi transmitido em 3 de janeiro de 1987. O evento foi transmitido pela NBC e obteve uma audiência de 10.6 pontos.
A luta em uma jaula de aço entre Hulk Hogan e Paul Orndorff foi inicialmente declarada um empate quando ambos os lutadores escaparam da cela mais ou menos ao mesmo tempo, e dois árbitros – Joey Marella e Danny Davis, este último interpretando seu personagem de árbitro trapaceiro – disputaram a decisão. Quando as imagens do momento da fuga foram consideradas "inconclusivas", a luta foi reiniciada e continuou até que Hogan conseguisse uma vitória decisiva sobre Orndorff.
| Nº                                          | Resultados                                                                         | Estipulações                                                              | Tempo |
| ------------------------------------------- | ---------------------------------------------------------------------------------- | ------------------------------------------------------------------------- | ----- |
| 1                                           | Hulk Hogan (c) derrotou Paul Orndorff (com Bobby Heenan)                           | Luta em uma jaula de aço pelo Campeonato Mundial dos Pesos-Pesados da WWF | 10:42 |
| 2                                           | Randy Savage (c) (com Miss Elizabeth) derrotou George Steele (com Ricky Steamboat) | Luta individual pelo Campeonato Intercontinental da WWF                   | 08:30 |
| 3                                           | Junkyard Dog derrotou Harley Race (com Bobby Heenan) por desqualificação           | Luta individual                                                           | 06:00 |
| 4                                           | Adrian Adonis (com Jimmy Hart) derrotou Roddy Piper por contagem                   | Luta individual                                                           | 03:35 |
| 5                                           | Blackjack Mulligan derrotou Jimmy Jack Funk                                        | Luta individual                                                           | 02:31 |
| (c) – Refere-se aos campeões antes da luta. |                                                                                    |                                                                           |       |

#### Saturday Night's Main Event X
Saturday Night's Main Event X ocorreu em 21 de fevereiro de 1987, em Detroit, Michigan, no Joe Louis Arena, e foi transmitido em 14 de março de 1987. O evento foi exibido pela NBC e obteve uma audiência de 11.6 pontos.
| Nº                                          | Resultados | Estipulações                                                                                         | Tempo |
| ------------------------------------------- | --- | --- | ----- |
| 1                                           | Randy Savage (c) derrotou George Steele por contagem com Miss Elizabeth em um canto neutro!                          | Luta individual pelo Campeonato Intercontinental da WWF e pelos serviços de gestão de Miss Elizabeth | 04:30 |
| 2                                           | Hercules venceu ao eliminar por último Billy Jack Haynes                                                             | Battle Royal                                                                                         | 11:16 |
| 3                                           | King Kong Bundy (com Bobby Heenan) derrotou Jake Roberts por desqualificação                                         | Luta individual                                                                                      | 06:14 |
| 4                                           | The Hart Foundation (Bret Hart e Jim Neidhart) (c) (com Jimmy Hart e Danny Davis) derrotou Tito Santana e Dan Spivey | Luta de duplas pelo Campeonato de Duplas da WWF                                                      | 05:31 |
| 5                                           | Ricky Steamboat derrotou The Iron Sheik (com Slick)                                                                  | Luta individual                                                                                      | 03:29 |
| (c) – Refere-se aos campeões antes da luta. | | |       |

1. ↑  Ordem de eliminação, do primeiro eliminado: Honky Tonk Man eliminado por Hogan; Sika eliminado por Andre; Haku eliminado por Andre; Lanny Poffo eliminado por Andre; Ron Bass eliminado por Hogan; Blackjack Mulligan eliminado por Andre; Nikolai Volkoff eliminado por Hogan; B. Brian Blair eliminado por Andre; Paul Orndorff eliminado por Hogan; Hulk Hogan eliminado por Andre; Jumping Jim Brunzell eliminado por Andre; Andre the Giant eliminado por Hillbilly Jim, Demolition, Billy Jack Haynes, Butch Reed, Tama e Koko B. Ware; Tama eliminado por Hercules; Ax eliminado por Hillbilly Jim; Hillbilly Jim eliminado por Smash; Butch Reed eliminado por Koko B. Ware; Koko B. Ware eliminado por Hercules; Smash eliminado por Billy Jack Haynes; Billy Jack Haynes eliminado por Hercules (quando Haynes foi distraído por Bobby Heenan).

#### Saturday Night's Main Event XI
Saturday Night's Main Event XI ocorreu em 28 de abril de 1987, em Notre Dame, Indiana, no Edmund P. Joyce Center, e foi transmitido em 2 de maio de 1987. O evento foi exibido pela NBC e obteve uma audiência de 9.5 pontos.
Embora uma luta com Hulk Hogan não tenha sido incluída no show, uma entrevista pré-gravada com comentários sobre a WrestleMania III e uma possível revanche futura foi exibida. Uma entrevista separada com Andre the Giant e Bobby Heenan, também refletindo sobre a WrestleMania III, também foi transmitida
| Nº                                          | Resultados | Estipulações                                            | Tempo |
| ------------------------------------------- | --- | ------------------------------------------------------- | ----- |
| 1                                           | Kamala (com The Honky Tonk Man & Mr. Fuji) derrotou Jake Roberts | Luta individual                                         | 04:18 |
| 2                                           | Randy Savage (com Miss Elizabeth) derrotou George Steele | Luta Lumberjack                                         | 06:44 |
| 3                                           | The British Bulldogs (Davey Boy Smith e Dynamite Kid) (com Tito Santana) derrotaram The Hart Foundation (Bret Hart e Jim Neidhart) (c) (com Jimmy Hart e Danny Davis) por desqualificação | Luta de duas quedas pelo Campeonato de Duplas da WWF    | 09:48 |
| 4                                           | Ricky Steamboat derrotou Hercules (com Bobby Heenan) por desqualificação | Luta individual pelo Campeonato Intercontinental da WWF | 06:42 |
| 5                                           | The Can-Am Connection (Rick Martel e Tom Zenk) (com Jim Duggan) derrotou Nikolai Volkoff e The Iron Sheik (com Slick)                                                                     | Luta de duplas                                          | 04:45 |
| (c) – Refere-se aos campeões antes da luta. | |                                                         |       |

#### Saturday Night's Main Event XII
Saturday Night's Main Event XII ocorreu em 23 de setembro de 1987, em Hershey, Pensilvânia, na Hersheypark Arena, e foi transmitido em 3 de outubro de 1987. O evento foi exibido pela NBC e obteve uma audiência de 9.7 pontos.
Como resultado dos acontecimentos durante a luta entre Randy Savage e The Honky Tonk Man – uma agressão a Savage por parte de Honky Tonk Man e The Hart Foundation, e a intervenção de Hulk Hogan para salvar Savage – a aliança dos Mega Powers, formada por Hogan, Savage e Miss Elizabeth, foi criada. O videoclipe da música "Piledriver" (interpretada por Koko B. Ware), faixa-título do segundo álbum da WWF com músicas de entrada e apresentações dos lutadores, foi estreado.
| Nº                                          | Resultados                                                                                               | Estipulações                                                     | Tempo |
| ------------------------------------------- | --- | ---------------------------------------------------------------- | ----- |
| 1                                           | Randy Savage (com Miss Elizabeth) derrotou The Honky Tonk Man (c) (com Jimmy Hart) por desqualificação   | Luta individual pelo Campeonato Intercontinental da WWF          | 13:00 |
| 2                                           | Hulk Hogan (c) derrotou Sika (com Mr. Fuji e Kim Chee)                                                   | Luta individual pelo Campeonato Mundial dos Pesos-Pesados da WWF | 07:59 |
| 3                                           | King Kong Bundy (com André the Giant) derrotou Paul Orndorff (com Oliver Humperdink)                     | Luta individual                                                  | 08:00 |
| 4                                           | The Hart Foundation (Bret Hart e Jim Neidhart) (c) derrotou The Young Stallions (Paul Roma e Jim Powers) | Luta de duplas pelo Campeonato de Duplas da WWF                  | 04:35 |
| (c) – Refere-se aos campeões antes da luta. | |                                                                  |       |

#### Saturday Night's Main Event XIII
Saturday Night's Main Event XIII ocorreu em 11 de novembro de 1987, em Seattle, Washington, no Seattle Center Coliseum, e foi transmitido em 28 de novembro de 1987 pela NBC.
Andre the Giant acompanhou King Kong Bundy e Bobby Heenan até o ringue para a luta de Bundy contra Hulk Hogan. No meio da luta, André foi expulso da beira do ringue por tentar interferir na disputa; enquanto se dirigia ao vestiário, ele empurrou um cameraman da WWF para o chão.
Brian Bosworth, linebacker do Seattle Seahawks, foi mostrado na plateia.
| Nº                                          | Resultados                                                                           | Estipulações                                                     | Tempo |
| ------------------------------------------- | ------------------------------------------------------------------------------------ | ---------------------------------------------------------------- | ----- |
| 1                                           | George Steele derrotou Danny Davis por desqualificação                               | Luta individual                                                  | 03:49 |
| 2                                           | Randy Savage (com Miss Elizabeth) derrotou Bret Hart (com Jimmy Hart e Jim Neidhart) | Luta individual                                                  | 12:03 |
| 3                                           | King Kong Bundy (com Bobby Heenan) derrrotou Hulk Hogan (c) por contagem             | Luta individual pelo Campeonato Mundial dos Pesos-Pesados da WWF | 13:45 |
| 4                                           | Bam Bam Bigelow (com Oliver Humperdink) derrotou Hercules                            | Luta individual                                                  | 07:00 |
| (c) – Refere-se aos campeões antes da luta. |                                                                                      |                                                                  |       |

#### Saturday Night's Main Event XIV
Saturday Night's Main Event XIV ocorreu em 7 de dezembro de 1987, em Landover, Maryland, no Capital Centre, e foi transmitido em 2 de janeiro de 1988 pela NBC.
Durante a luta entre Hulk Hogan e King Kong Bundy, o árbitro Jack Krueger foi acidentalmente atingido e nocauteado por Bundy ao tentar realizar um avalanche em Hogan; a luta foi interrompida brevemente enquanto um novo árbitro, Dave Hebner, substituía Krueger. Após a luta, André the Giant atacou Hogan por trás e o estrangulou até quase deixá-lo inconsciente, enfrentando vários lutadores que tentaram ajudar Hogan. Esse incidente serviu como um dos preparativos para a luta entre Hogan e André, que aconteceu no The Main Event, transmitido em 5 de fevereiro de 1988.
| Nº                                          | Resultados | Estipulações                                                     | Tempo |
| ------------------------------------------- | --- | ---------------------------------------------------------------- | ----- |
| 1                                           | Strike Force (Tito Santana e Rick Martel) (c) derrotou The Bolsheviks (Nikolai Volkoff e Boris Zuhkov) (com Slick) | Luta de duas quedas pelo Campeonato de Duplas da WWF             | 07:55 |
| 2                                           | Jake Roberts derrotou Sika (com Mr. Fuji)                                                                          | Luta individual                                                  | 03:35 |
| 3                                           | Hulk Hogan (c) derrotou King Kong Bundy (com André the Giant)                                                      | Luta individual pelo Campeonato Mundial dos Pesos-Pesados da WWF | 12:09 |
| 4                                           | Greg Valentine (com Jimmy Hart) derrotou Koko B. Ware por submissão                                                | Luta individual                                                  | 07:30 |
| (c) – Refere-se aos campeões antes da luta. | |                                                                  |       |

#### Saturday Night's Main Event XV
Saturday Night's Main Event XV ocorreu em 7 de março de 1988, em Nashville, Tennessee, no Nashville Municipal Auditorium, e foi transmitido em 12 de março de 1988. Embora tivesse 10.000 pessoas presentes, o evento foi supostamente amplamente "distribuído" com ingressos gratuitos. A transmissão na NBC obteve uma audiência de 10.0 pontos.
Durante as gravações, a luta entre Don Muraco e Butch Reed foi filmada, mas foi transmitida no Prime Time Wrestling em 11 de abril de 1988.
Na luta entre Hulk Hogan e Harley Race, Race colocou Hogan sobre uma mesa do lado de fora do ringue e tentou realizar um diving headbutt da quina do ringue, mas Hogan se desviou e Race acabou caindo na mesa, sofrendo uma lesão legítima. Essa lesão acabaria forçando Race a se aposentar em 1991.
Após a luta entre Ted DiBiase e André the Giant, Hulk Hogan apareceu na beira do ringue para limpar a área de DiBiase e Virgil, que haviam iniciado uma agressão pós-luta contra Randy "Macho Man" Savage.
A luta entre The Islanders (Haku e Tama) e The Killer Bees (Jim Brunzell e B. Brian Blair) foi uma luta de duas quedas, no entanto, apenas a primeira queda foi transmitida.
| Nº                                          | Resultados                                                                                                | Estipulações        | Tempo |
| ------------------------------------------- | --- | ------------------- | ----- |
| 1                                           | Brutus Beefcake derrotou Greg Valentine (com Jimmy Hart)                                                  | Luta individual     | 09:02 |
| 2                                           | Hulk Hogan derrotou Harley Race (com Bobby Heenan)                                                        | Luta individual     | 06:37 |
| 3                                           | Ted DiBiase (com Virgil e André the Giant) derrotaram Randy Savage (com Miss Elizabeth) por contagem      | Luta individual     | 11:39 |
| 4                                           | The Islanders (Haku e Tama) (com Bobby Heenan) derrotaram The Killer Bees (Jim Brunzell e B. Brian Blair) | Luta de duas quedas | —     |
| 5                                           | One Man Gang (com Slick) derrotou Ken Patera                                                              | Luta individual     | 03:47 |
| (c) – Refere-se aos campeões antes da luta. | |                     |       |

#### Saturday Night's Main Event XVI
Saturday Night's Main Event XVI ocorreu em 22 de abril de 1988, em Springfield, Massachusetts, no Springfield Civic Center, e foi transmitido em 30 de abril de 1988 pela NBC. Este foi o primeiro Saturday Night's Main Event a não contar com a presença de Hulk Hogan em nenhuma das lutas ou entrevistas exibidas, já que ele havia tirado uma licença nessa época para começar a filmar No Holds Barred.
| Nº                                          | Resultados | Estipulações                                                     | Tempo |
| ------------------------------------------- | --- | ---------------------------------------------------------------- | ----- |
| 1                                           | Jim Duggan derrotou Hercules (com Bobby Heenan e André the Giant) por desqualificação                                     | Luta individual                                                  | 08:47 |
| 2                                           | Brutus Beefcake derrotou Danny Davis (com Jimmy Hart)                                                                     | Luta individual                                                  | 03:10 |
| 3                                           | Randy Savage (c) (com Miss Elizabeth) derrotou One Man Gang (com Slick)                                                   | Luta individual pelo Campeonato Mundial dos Pesos-Pesados da WWF | 06:03 |
| 4                                           | Demolition (Ax e Smash) (com Mr. Fuji) derrotou The British Bulldogs (Davey Boy Smith e Dynamite Kid) por desqualificação | Luta de duplas                                                   | 05:05 |
| 5                                           | Ted DiBiase (com Virgil) derrotou Don Muraco (com Billy Graham)                                                           | Luta individual                                                  | 04:12 |
| 6                                           | Rick Rude (com Bobby Heenan) derrotou Koko B. Ware                                                                        | Luta individual                                                  | 03:44 |
| (c) – Refere-se aos campeões antes da luta. | |                                                                  |       |

#### Saturday Night's Main Event XVII
Saturday Night's Main Event XVII aconteceu em 25 de outubro de 1988, em Baltimore, Maryland, na Baltimore Arena, e foi transmitido em 29 de outubro de 1988. O evento foi transmitido pela NBC e alcançou uma audiência de 8.7 pontos.
| Nº                                          | Resultados | Estipulações                                    | Tempo |
| ------------------------------------------- | --- | ----------------------------------------------- | ----- |
| 1                                           | Jake Roberts (com Cheryl Roberts) derrotou Rick Rude (com Bobby Heenan) por desqualificação                     | Luta individual                                 | 07:22 |
| 2                                           | Demolition (Ax e Smash) (c) (com Mr. Fuji e Jimmy Hart) derrotou The Hart Foundation (Bret Hart e Jim Neidhart) | Luta de duplas pelo Campeonato de Duplas da WWF | 05:58 |
| 3                                           | Hulk Hogan (com Miss Elizabeth) derrotou King Haku (com Bobby Heenan)                                           | Luta individual                                 | 06:16 |
| 4                                           | Dino Bravo (com Frenchy Martin) derrotou Ken Patera                                                             | Luta individual                                 | 03:03 |
| 5                                           | Big Boss Man (com Slick) derrotou Jim Powers                                                                    | Luta individual                                 | 02:34 |
| (c) – Refere-se aos campeões antes da luta. | |                                                 |       |

#### Saturday Night's Main Event XVIII
Saturday Night's Main Event XVIII aconteceu em 16 de novembro de 1988, em Sacramento, Califórnia, na ARCO Arena, e foi transmitido em 26 de novembro de 1988. O evento foi transmitido pela NBC e alcançou uma audiência de 9.4 pontos.
Durante o show, Brother Love conduziu uma entrevista especial com Hulk Hogan e Slick.
| Nº                                          | Resultados | Estipulações                                                     | Tempo |
| ------------------------------------------- | --- | ---------------------------------------------------------------- | ----- |
| 1                                           | The Ultimate Warrior (c) derrotou Super Ninja (com Mr. Fuji)                                                                       | Luta individual pelo Campeonato Intercontinental da WWF          | 02:11 |
| 2                                           | Hercules derrotou Virgil (com Ted DiBiase)                                                                                         | Luta individual                                                  | 03:20 |
| 3                                           | Randy Savage (c) (com Miss Elizabeth) vs. André the Giant (com Bobby Heenan) acabou em dupla desqualificação                       | Luta individual pelo Campeonato Mundial dos Pesos-Pesados da WWF | 08:51 |
| 4                                           | Jim Duggan derrotou Boris Zuhkov                                                                                                   | Luta de bandeiras                                                | 02:27 |
| 5                                           | The Fabulous Rougeaus (Jacques Rougeau e Raymond Rougeau) (com Jimmy Hart) derrotaram The Young Stallions (Paul Roma e Jim Powers) | Luta de duplas                                                   | 03:05 |
| (c) – Refere-se aos campeões antes da luta. | |                                                                  |       |

#### Saturday Night's Main Event XIX
Saturday Night's Main Event XIX aconteceu em 7 de dezembro de 1988, em Tampa, Flórida, no USF Sun Dome, e foi transmitido em 7 de janeiro de 1989 pela NBC.
Os eventos durante e após a luta entre Hulk Hogan e Akeem – Randy Savage recusando-se a intervir para salvar Hogan e afastar Akeem e Big Boss Man enquanto eles estavam agredindo Hogan, mas correndo imediatamente para o lado de fora do ringue quando os vilões ameaçaram agredir Miss Elizabeth, e depois questionando Elizabeth enquanto ela cuidava de um Hogan machucado – ajudaram a antecipar a posterior virada de Savage para vilão no The Main Event II, em fevereiro.
George Steinbrenner foi mostrado na primeira fila durante este evento, e em um determinado momento, Bobby "The Brain" Heenan comentou com Steinbrenner sobre o lutador que ele estava gerenciando no ringue na hora, dizendo: "Eu tenho um ringue cheio de Winfields".
| Nº                                          | Resultados                                                                                    | Estipulações                                            | Tempo |
| ------------------------------------------- | --------------------------------------------------------------------------------------------- | ------------------------------------------------------- | ----- |
| 1                                           | Brutus Beefcake derrotou Ron Bass                                                             | Luta cabelo vs. cabelo                                  | 07:40 |
| 2                                           | Hulk Hogan (com Miss Elizabeth) derrotou Akeem (com Big Boss Man e Slick) por desqualificação | Luta individual                                         | 08:06 |
| 3                                           | The Ultimate Warrior (c) derrotou The Honky Tonk Man (com Jimmy Hart)                         | Luta individual pelo Campeonato Intercontinental da WWF | 05:07 |
| 4                                           | Tito Santana derrotou The Red Rooster (com Bobby Heenan)                                      | Luta individual                                         | 07:27 |
| 5                                           | Mr. Perfect derrotou Koko B. Ware                                                             | Luta individual                                         | 03:10 |
| (c) – Refere-se aos campeões antes da luta. |                                                                                               |                                                         |       |

#### Saturday Night's Main Event XX
Saturday Night's Main Event XX aconteceu em 16 de fevereiro de 1989, em Hershey, Pensilvânia, na Hersheypark Arena, e foi transmitido em 11 de março de 1989 pela NBC, alcançando uma audiência de 10.0 pontos.
Durante o evento, Mean Gene Okerlund conduziu uma entrevista especial com Miss Elizabeth para anunciar publicamente em qual canto ela estaria na WrestleMania V.
| Nº                                          | Resultados | Estipulações    | Tempo |
| ------------------------------------------- | --- | --------------- | ----- |
| 1                                           | Brutus Beefcake derrotou Rick Rude (com Bobby Heenan) por desqualificação                                                                         | Luta individual | 05:45 |
| 2                                           | Hulk Hogan (com Miss Elizabeth) derrotou Bad News Brown                                                                                           | Luta individual | 09:44 |
| 3                                           | Ted DiBiase (com Virgil) derrotou The Blue Blazer                                                                                                 | Luta individual | 03:57 |
| 4                                           | The Brain Busters (Arn Anderson e Tully Blanchard) (com Bobby Heenan) vs. The Rockers (Shawn Michaels e Marty Jannetty) acabou por dupla contagem | Luta de duplas  | 09:19 |
| 5                                           | The Red Rooster derrotou The Brooklyn Brawler (com Bobby Heenan)                                                                                  | Luta individual | 01:05 |
| (c) – Refere-se aos campeões antes da luta. | |                 |       |

#### Saturday Night's Main Event XXI
Saturday Night's Main Event XXI aconteceu em 25 de abril de 1989, em Des Moines, Iowa, no Veterans Memorial Auditorium, e foi transmitido em 27 de maio de 1989 pela NBC.
Durante a luta na jaula de aço entre Hulk Hogan e Big Boss Man, Hogan aplicou um superplex em Boss Man de cima da jaula para o ringue, nocauteando ambos os lutadores brevemente. Antes da luta, Tommy Lister Jr., no papel de Zeus (seu personagem vilão do filme No Holds Barred), foi até o lado de fora do ringue e se posicionou em frente à entrada da jaula, agredindo Hogan após desafiá-lo com um "me mova!"
| Nº                                          | Resultados | Estipulações                                                              | Tempo |
| ------------------------------------------- | --- | ------------------------------------------------------------------------- | ----- |
| 1                                           | King Duggan derrotou Rick Rude (c) (com Bobby Heenan) por contagem                                                               | Luta individual pelo Campeonato Intercontinental da WWF                   | 07:15 |
| 2                                           | Randy Savage (com Sensational Sherri) derrotou Jim Neidhart                                                                      | Luta individual                                                           | 05:54 |
| 3                                           | Hulk Hogan (c) derrotou Big Boss Man (com Slick) após escapar da jaula                                                           | Luta em uma jaula de aço pelo Campeonato Mundial dos Pesos-Pesados da WWF | 10:01 |
| 4                                           | The Brain Busters (Arn Anderson e Tully Blanchard) (com Bobby Heenan) derrotaram Demolition (Ax e Smash) (c) por desqualificação | Luta de duplas pelo Campeonato de Duplas da WWF                           | 09:15 |
| 5                                           | Jimmy Snuka derrotou Boris Zhukov (com Slick)                                                                                    | Luta individual                                                           | 01:11 |
| (c) – Refere-se aos campeões antes da luta. | |                                                                           |       |

#### Saturday Night's Main Event XXII
Saturday Night's Main Event XXII aconteceu em 18 de julho de 1989, em Worcester, Massachusetts, no Worcester Centrum, e foi transmitido em 29 de julho de 1989 pela NBC.
Durante a luta entre Randy Savage e Brutus Beefcake, Zeus apareceu do lado de fora do ringue e interferiu a favor de Savage. Hulk Hogan veio ajudar Beefcake, mas não conseguiu fazer nada contra Zeus. Os eventos dessa luta foram um dos elementos que ajudaram a preparar o combate principal do SummerSlam.
| Nº                                          | Resultados                                                                                                   | Estipulações                                                     | Tempo |
| ------------------------------------------- | --- | ---------------------------------------------------------------- | ----- |
| 1                                           | Hulk Hogan (c) derrotou The Honky Tonk Man (com Jimmy Hart)                                                  | Luta individual pelo Campeonato Mundial dos Pesos-Pesados da WWF | 06:14 |
| 2                                           | Jimmy Snuka derrotou Greg Valentine (com Jimmy Hart)                                                         | Luta individual                                                  | 03:14 |
| 3                                           | Brutus Beefcake derrotou Randy Savage (com Sensational Sherri) por desqualificação                           | Luta individual                                                  | 11:30 |
| 4                                           | The Brain Busters (Arn Anderson e Tully Blanchard) (com Bobby Heenan) derrotaram Demolition (Ax e Smash) (c) | Luta de duas quedas pelo Campeonato de Duplas da WWF             | 12:33 |
| (c) – Refere-se aos campeões antes da luta. | |                                                                  |       |

#### Saturday Night's Main Event XXIII
Saturday Night's Main Event XXIII aconteceu em 21 de setembro de 1989, em Cincinnati, Ohio, no Riverfront Coliseum, e foi transmitido em 14 de outubro de 1989. O show contou com a presença de 14.000 pessoas, das quais 12.000 eram pagantes. O evento foi transmitido pela NBC e obteve uma audiência de 9.5 pontos.
| Nº                                          | Resultados | Estipulações                           | Tempo |
| ------------------------------------------- | --- | -------------------------------------- | ----- |
| 1                                           | Randy Savage (com Queen Sherri) derrotou Jimmy Snuka | Luta individual                        | 05:37 |
| 2                                           | Hulk Hogan (c) derrotou Ted DiBiase (com Zeus) | Luta individual pelo Campeonato da WWF | 09:28 |
| 3                                           | Roddy Piper derrotou Haku (com Bobby Heenan) | Luta individual                        | 03:02 |
| 4                                           | Tito Santana (com The Red Rooster, Brutus Beefcake e Dusty Rhodes) vs. Rick Martel (com Jimmy Hart, The Honky Tonk Man, Slick, Akeem e Big Boss Man) acabou em dupla desqualificação | Luta individual                        | 09:41 |
| 5                                           | The Bushwhackers (Luke e Butch) derrotou The Fabulous Rougeaus (Jacques e Raymond) (com Jimmy Hart)                                                                                  | Luta de duplas                         | 03:15 |
| (c) – Refere-se aos campeões antes da luta. | |                                        |       |

#### Saturday Night's Main Event XXIV
Saturday Night's Main Event XXIV aconteceu em 31 de outubro de 1989, em Topeka, Kansas, no Sunflower State Expocentre, e foi transmitido em 25 de novembro de 1989 pela NBC, alcançando uma audiência de 8.7 pontos.
| Nº                                          | Resultados | Estipulações                                            | Tempo |
| ------------------------------------------- | --- | ------------------------------------------------------- | ----- |
| 1                                           | The Ultimate Warrior (c) derrotou André the Giant (com Bobby Heenan) por desqualificação                                       | Luta individual pelo Campeonato Intercontinental da WWF | 07:46 |
| 2                                           | The Genius derrotou Hulk Hogan (c) por contagem                                                                                | Luta individual pelo Campeonato da WWF                  | 07:34 |
| 3                                           | Dusty Rhodes derrotou Big Boss Man (com Slick)                                                                                 | Luta individual                                         | 04:47 |
| 4                                           | Mr. Perfect (com The Genius) derrotou The Red Rooster                                                                          | Luta individual                                         | 04:13 |
| 5                                           | The Rockers (Shawn Michaels e Marty Jannetty) derrotaram The Brain Busters (Arn Anderson e Tully Blanchard) (com Bobby Heenan) | Luta de duas quedas                                     | 07:32 |
| (c) – Refere-se aos campeões antes da luta. | |                                                         |       |

#### Saturday Night's Main Event XXV
Saturday Night's Main Event XXV aconteceu em 3 de janeiro de 1990, em Chattanooga, Tennessee, na UTC Arena, e foi transmitido em 27 de janeiro de 1990 pela NBC, alcançando uma audiência de 11.1 pontos.
| Nº                                          | Resultados                                                                | Estipulações    | Tempo |
| ------------------------------------------- | ------------------------------------------------------------------------- | --------------- | ----- |
| 1                                           | Randy Savage (com Queen Sherri) derrotou Jim Duggan                       | Luta individual | 09:14 |
| 2                                           | Hulk Hogan e The Ultimate Warrior derrotaram Mr. Perfect e The Genius     | Luta de duplas  | 08:02 |
| 3                                           | Jake Roberts derrotou Greg Valentine (com Jimmy Hart) por desqualificação | Luta individual | 05:16 |
| 4                                           | Dusty Rhodes (com Sapphire) vs. Rick Rude acabou por dupla contagem       | Luta individual | 09:04 |
| 5                                           | Dino Bravo (com Jimmy Hart e Earthquake) derrotou Ron Garvin              | Luta individual | 03:19 |
| (c) – Refere-se aos campeões antes da luta. |                                                                           |                 |       |

#### Saturday Night's Main Event XXVI
Saturday Night's Main Event XXVI aconteceu em 23 de abril de 1990, em Austin, Texas, no Frank Erwin Center, e foi transmitido em 28 de abril de 1990 pela NBC.
| Nº                                          | Resultados | Estipulações                                                     | Tempo |
| ------------------------------------------- | --- | ---------------------------------------------------------------- | ----- |
| 1                                           | Hulk Hogan derrotou Mr. Perfect (com The Genius)                                                                                 | Luta individual                                                  | 08:03 |
| 2                                           | Earthquake (com Jimmy Hart) derrotou Hillbilly Jim                                                                               | Luta individual                                                  | 01:58 |
| 3                                           | The Hart Foundation (Bret Hart e Jim Neidhart) vs. The Rockers (Shawn Michaels e Marty Jannetty) acabou em dupla desqualificação | Luta de duplas                                                   | 09:30 |
| 4                                           | The Ultimate Warrior (c) derrotou Haku (com Bobby Heenan)                                                                        | Luta individual pelo Campeonato Mundial dos Pesos-Pesados da WWF | 04:49 |
| 5                                           | Big Boss Man derrotou Akeem (com Slick) por desqualificação                                                                      | Luta individual                                                  | 03:18 |
| (c) – Refere-se aos campeões antes da luta. | |                                                                  |       |

#### Saturday Night's Main Event XXVII
Saturday Night's Main Event XXVII aconteceu em 16 de julho de 1990, em Omaha, Nebraska, no Omaha Civic Auditorium, e foi transmitido no dia 28 de julho de 1990. O evento foi transmitido pela NBC e obteve uma audiência de 7.2 pontos.
Este evento marcou a estreia de The Texas Tornado na WWF.
| Nº                                          | Resultados                                                                                     | Estipulações                                            | Tempo |
| ------------------------------------------- | ---------------------------------------------------------------------------------------------- | ------------------------------------------------------- | ----- |
| 1                                           | The Ultimate Warrior (c) derrotou Rick Rude (com Bobby Heenan) por desqualificação             | Luta individual pelo Campeonato da WWF                  | 09:43 |
| 2                                           | Demolition (Smash e Crush) (c) (com Ax) derrotou The Rockers (Shawn Michaels e Marty Jannetty) | Luta de duplas pelo Campeonato de Duplas da WWF         | 09:31 |
| 3                                           | Mr. Perfect (com Bobby Heenan) (c) derrotou Tito Santana                                       | Luta individual pelo Campeonato Intercontinental da WWF | 10:11 |
| 4                                           | The Texas Tornado derrotou Buddy Rose                                                          | Luta individual                                         | 03:09 |
| (c) – Refere-se aos campeões antes da luta. |                                                                                                |                                                         |       |

#### Saturday Night's Main Event XXVIII
Saturday Night's Main Event XXVIII aconteceu em 18 de setembro de 1990, em Toledo, Ohio, na Toledo Sports Arena, e foi transmitido em 13 de outubro de 1990 pela NBC.
Durante a luta entre Randy Savage e Dusty Rhodes, Ted DiBiase atacou o filho de Dusty, Dustin Rhodes.
| Nº                                          | Resultados | Estipulações                                            | Tempo |
| ------------------------------------------- | --- | ------------------------------------------------------- | ----- |
| 1                                           | The Ultimate Warrior e The Legion of Doom (Hawk e Animal) derrotaram Demolition (Ax, Smash e Crush)                         | Luta de trios                                           | 04:59 |
| 2                                           | Randy Savage (com Queen Sherri) derrotou Dusty Rhodes por contagem                                                          | Luta individual                                         | 09:30 |
| 3                                           | Hulk Hogan e Tugboat derrotaram Rhythm and Blues (The Honky Tonk Man e Greg Valentine) (com Jimmy Hart) por desqualificação | Luta de duplas                                          | 07:20 |
| 4                                           | Sgt. Slaughter (com Gen. Adnan) derrotou Koko B. Ware por submissão                                                         | Luta individual                                         | 05:18 |
| 5                                           | The Texas Tornado (c) derrotou Haku (com Bobby Heenan)                                                                      | Luta individual pelo Campeonato Intercontinental da WWF | 03:10 |
| (c) – Refere-se aos campeões antes da luta. | |                                                         |       |

#### Saturday Night's Main Event XXIX
Saturday Night's Main Event XXIX aconteceu em 15 de abril de 1991, em Omaha, Nebraska, no Omaha Civic Auditorium, e foi transmitido em 27 de abril de 1991. O evento atraiu 9.400 pessoas, das quais 7.000 eram pagantes. A transmissão foi feita pela NBC e obteve uma audiência de 7.7 pontos. Após este evento, o Saturday Night's Main Event foi transmitido em duas edições na FOX em 1992, e a série foi encerrada até retornar à NBC com 5 edições adicionais, começando em 2006 com o Saturday Night's Main Event XXXII.
| Nº                                          | Resultados | Estipulações                                    | Tempo |
| ------------------------------------------- | --- | ----------------------------------------------- | ----- |
| 1                                           | The Ultimate Warrior derrotou Sgt. Slaughter (com General Adnan e Col. Mustafa) por desqualificação                                | Luta individual                                 | 08:00 |
| 2                                           | The Nasty Boys (Brian Knobbs e Jerry Sags) (c) (com Jimmy Hart) derrotaram The Bushwhackers (Bushwhacker Luke e Bushwhacker Butch) | Luta de duplas pelo Campeonato de Duplas da WWF | 06:48 |
| 3                                           | Mr. Perfect venceu ao eliminar por último Greg Valentine                                                                           | Battle Royal                                    | 12:30 |
| 4                                           | Ted DiBiase (com Sensational Sherri) vs. Bret Hart acabou por dupla contagem                                                       | Luta individual                                 | 09:56 |
| 5                                           | The Mountie (com Jimmy Hart) derrotou Tito Santana                                                                                 | Luta individual                                 | 04:29 |
| (c) – Refere-se aos campeões antes da luta. | |                                                 |       |

1. ↑  Ordem de eliminação, do primeiro eliminado: Paul Roma foi eliminado por Marty Jannetty; Marty Jannetty foi eliminado por si mesmo; The British Bulldog foi eliminado por The Warlord; Tanaka foi eliminado por Jimmy Snuka; Jimmy Snuka foi eliminado por Haku; Jake Roberts foi eliminado por Earthquake; The Warlord foi eliminado por Hogan; The Texas Tornado foi eliminado por The Barbarian; Jim Duggan foi eliminado por Earthquake; Earthquake foi eliminado por Hogan; Kato foi eliminado por Tugboat; Hulk Hogan foi eliminado por Tugboat; Tugboat foi eliminado por Shawn Michaels; Hercules foi eliminado por Boss Man; The Big Boss Man foi eliminado por The Barbarian; Haku foi eliminado por Shawn Michaels; Shawn Michaels foi eliminado por Perfect; The Barbarian foi eliminado por Greg Valentine; Greg Valentine foi eliminado por Perfect

#### Saturday Night's Main Event XXX
Saturday Night's Main Event XXX aconteceu em 27 de janeiro de 1992, em Lubbock, Texas, no Lubbock Municipal Coliseum, e foi transmitido em 8 de fevereiro de 1992. Este evento foi o primeiro Saturday Night's Main Event a ser transmitido pela Fox, alcançando uma audiência de 8.2 pontos e atraindo 14,3 milhões de telespectadores.
A estipulação antes da luta entre Roddy Piper e The Mountie pelo Campeonato Intercontinental da WWF estabeleceu que Bret Hart enfrentaria o vencedor na WrestleMania VIII.
Originalmente, a The Legion of Doom (Road Warrior Hawk e Road Warrior Animal) estava programada para enfrentar The Beverly Brothers (Blake Beverly e Beau Beverly), porém a Legion of Doom foi substituída por Sgt. Slaughter e Jim Duggan.
Após a luta entre Randy Savage e Jake Roberts, a transmissão terminou com Miss Elizabeth indo até o ringue para celebrar com Savage. Uma semana depois, durante o Superstars, foi revelado que Roberts estava se preparando para atacar Miss Elizabeth com uma cadeira de aço assim que ela saísse para os bastidores. No entanto, The Undertaker impediu o ataque e permitiu que Savage golpeasse Roberts com uma cadeira própria.
| Nº                                          | Resultados | Estipulações                                            | Tempo |
| ------------------------------------------- | --- | ------------------------------------------------------- | ----- |
| 1                                           | Roddy Piper (c) derrotou The Mountie (com Jimmy Hart)                                                                                    | Luta individual pelo Campeonato Intercontinental da WWF | 03:30 |
| 2                                           | Hulk Hogan e Sid Justice (com Brutus Beefcake) derrotaram Ric Flair e The Undertaker (com Mr. Perfect e Paul Bearer) por desqualificação | Luta de duplas                                          | 11:42 |
| 3                                           | Sgt. Slaughter e Jim Duggan derrotaram The Beverly Brothers (Blake Beverly e Beau Beverly) (com The Genius)                              | Luta de duplas                                          | 02:39 |
| 4                                           | Randy Savage (com Miss Elizabeth) derrotou Jake Roberts                                                                                  | Luta individual                                         | 05:25 |
| (c) – Refere-se aos campeões antes da luta. | |                                                         |       |

#### Saturday Night's Main Event XXXI
Saturday Night's Main Event XXXI aconteceu em 27 de outubro de 1992, em Terre Haute, Indiana, no Hulman Center, e foi transmitido em 14 de novembro de 1992. O evento foi exibido pela Fox e obteve uma audiência de 6.1 pontos, com 10,6 milhões de telespectadores. Este evento foi o segundo e último Saturday Night's Main Event a ser transmitido pela FOX, além de ser o último Saturday Night's Main Event por quase 14 anos, até o retorno da série em 2006 com o Saturday Night's Main Event XXXII.
| Nº                                          | Resultados | Estipulações                                            | Tempo |
| ------------------------------------------- | --- | ------------------------------------------------------- | ----- |
| 1                                           | The Ultimate Maniacs (The Ultimate Warrior e Randy Savage) derrotaram Money Inc. (Ted DiBiase e Irwin R. Schyster) (c) (com Jimmy Hart) por contagem | Luta de duplas pelo Campeonato de Duplas da WWF         | 06:11 |
| 2                                           | Shawn Michaels derrotou The British Bulldog (c) | Luta individual pelo Campeonato Intercontinental da WWF | 10:28 |
| 3                                           | Bret Hart (c) derrotou Papa Shango por submissão | Luta individual pelo Campeonato da WWF                  | 07:13 |
| (c) – Refere-se aos campeões antes da luta. | |                                                         |       |

### World Wrestling Entertainment

#### Saturday Night's Main Event XXXII
Saturday Night's Main Event XXXII aconteceu em 18 de março de 2006, em Detroit, Michigan, no Cobo Arena. O evento foi transmitido com um atraso de 1 hora pela NBC nos Estados Unidos e pela Citytv no Canadá, com a NBC alcançando uma audiência de 3.1 pontos. Este evento marcou o primeiro Saturday Night's Main Event desde 1992, quando o Saturday Night's Main Event XXXI foi transmitido pela FOX, e o primeiro na NBC desde o Saturday Night's Main Event XXIX em 1991. Além disso, foi o primeiro Saturday Night's Main Event a contar com lutadores das divisões Raw e SmackDown! durante a primeira extensão de marcas.
Mickie James e Trish Stratus lutaram pelo Campeonato Feminino da WWE no New Year's Revolution, com Stratus mantendo o título. Nos meses seguintes, a obsessão de James por Stratus cresceu a tal ponto que ela confessou a Stratus que estava apaixonada por ela. James tentou beijar Stratus no Saturday Night's Main Event XXXII, depois de a dupla derrotar Candice Michelle e Victoria. Após ser rejeitada, James atacou Stratus e mais tarde jurou destruí-la.
Jim Ross, Jerry Lawler e Tazz foram os comentaristas.
| Nº                                          | Resultados                                                             | Estipulações      | Tempo |
| ------------------------------------------- | ---------------------------------------------------------------------- | ----------------- | ----- |
| Dark                                        | Big Show derrotou Carlito                                              | Luta individual   | N/A   |
| 2                                           | John Cena e Triple H derrotaram Kurt Angle, Rey Mysterio e Randy Orton | Luta 3-contra-2   | 11:40 |
| 3                                           | Mickie James e Trish Stratus derrotaram Candice Michelle e Victoria    | Luta de duplas    | 02:40 |
| 4                                           | Shane McMahon derrotou Shawn Michaels por submissão                    | Luta Street Fight | 16:42 |
| (c) – Refere-se aos campeões antes da luta. |                                                                        |                   |       |

#### Saturday Night's Main Event XXXIII
Saturday Night's Main Event XXXIII aconteceu em 15 de julho de 2006, em Dallas, Texas, no American Airlines Center. O evento atraiu 17.343 pessoas, das quais 14.500 eram pagantes. A transmissão foi ao vivo pela NBC, alcançando uma audiência de 2,6 pontos. Este foi o primeiro evento da série a contar com a participação da marca ECW, que foi relançada em junho de 2006.
Jim Ross e Jerry Lawler foram os comentaristas do Raw, Michael Cole e John Layfield comentaram o SmackDown, e Joey Styles e Tazz comentaram a ECW. Justin Roberts foi o anunciador do ringue.
| Nº                                          | Resultados | Estipulações                           | Tempo |
| ------------------------------------------- | --- | -------------------------------------- | ----- |
| 1                                           | Batista, Rey Mysterio e Bobby Lashley derrotaram Mark Henry, Finlay e King Booker (com Queen Sharmell e William Regal) | Luta de trios                          | 10:07 |
| 2                                           | Carlito e Trish Stratus derrotaram Johnny Nitro e Melina                                                               | Luta de duplas mistas                  | 02:36 |
| 3                                           | D-Generation X (Triple H e Shawn Michaels) derrotou The Spirit Squad (Kenny, Mitch, Nicky, Johnny e Mikey)             | Luta 3-contra-2 de eliminação          | 08:52 |
| 4                                           | Michelle McCool derrotou Victoria                                                                                      | Diva Bull-Riding Contest               | 01:08 |
| 5                                           | Sabu derrotou Stevie Richards                                                                                          | Luta Extreme Rules                     | 02:02 |
| 6                                           | John Cena derrotou Edge (c) (com Lita) por desqualificação                                                             | Luta individual pelo Campeonato da WWE | 07:54 |
| (c) – Refere-se aos campeões antes da luta. | |                                        |       |

#### Saturday Night's Main Event XXXIV
Saturday Night's Main Event XXXIV aconteceu em 28 de maio de 2007, em Toronto, Ontário, Canadá, no Air Canada Centre, e foi transmitido em 2 de junho de 2007. O evento atraiu 16.176 pessoas, das quais 14.000 eram pagantes. A transmissão foi realizada pela NBC, alcançando uma audiência de 2,2 pontos.
Michael Cole e Jerry Lawler foram os comentaristas. Ashley Massaro, Kristal Marshall, Torrie Wilson, Candice Michelle e Michelle McCool foram as várias anunciadoras de ringue convidadas.
| Nº                                          | Resultados                                                             | Estipulações          | Tempo |
| ------------------------------------------- | ---------------------------------------------------------------------- | --------------------- | ----- |
| 1                                           | The Great Khali (com Ranjin Singh) derrotou John Cena                  | Luta individual       | 06:20 |
| 2                                           | Batista e Chris Benoit derrotaram Edge e Montel Vontavious Porter      | Luta de duplas        | 10:37 |
| 3                                           | Finlay e Hornswoggle derrotaram The Boogeyman e Little Boogeyman       | Luta de duplas mistas | 03:49 |
| 4                                           | Kane, Doink the Clown e Eugene derrotaram Kevin Thorn, Viscera e Umaga | Luta de trios         | 10:55 |
| (c) – Refere-se aos campeões antes da luta. |                                                                        |                       |       |

#### Saturday Night's Main Event XXXV
Saturday Night's Main Event XXXV aconteceu em 13 de agosto de 2007, na cidade de Nova Iorque, no Madison Square Garden, e foi transmitido em 18 de agosto de 2007. O evento atraiu 16.827 pessoas, das quais 13.500 eram pagantes. A transmissão foi realizada pela NBC, alcançando uma audiência de 2,5 pontos.
Michael Cole, Jim Ross e John Layfield foram os comentaristas, e Tazz foi o comentarista convidado para o evento principal.
| Nº                                          | Resultados                                                                        | Estipulações    | Tempo |
| ------------------------------------------- | --------------------------------------------------------------------------------- | --------------- | ----- |
| 1                                           | Batista e Kane derrotaram Finlay e The Great Khali (com Ranjin Singh)             | Luta de duplas  | 08:25 |
| 2                                           | John Cena derrotou Carlito por submissão                                          | Luta individual | 05:37 |
| 3                                           | Evander Holyfield vs. Matt Hardy acabou sem resultado                             | Luta de boxe    | 00:44 |
| 4                                           | CM Punk e The Boogeyman derrotaram John Morrison e Big Daddy V (com Matt Striker) | Luta de duplas  | 06:40 |
| (c) – Refere-se aos campeões antes da luta. |                                                                                   |                 |       |

#### Saturday Night's Main Event XXXVI
Saturday Night's Main Event XXXVI aconteceu em 28 de julho de 2008, em Washington, D.C., no Verizon Center, e foi transmitido em 2 de agosto de 2008. O evento foi exibido pela NBC como um especial de 1 hora, alcançando uma audiência de 1,4 pontos. O evento atraiu 14.722 pessoas, das quais 12.000 eram pagantes.
Jim Ross e Jerry Lawler foram os comentaristas, e CM Punk foi o comentarista convidado para a primeira luta transmitida.
| Nº                                          | Resultados | Estipulações      | Tempo |
| ------------------------------------------- | --- | ----------------- | ----- |
| Dark                                        | Paul London derrotou Charlie Haas | Luta individual   | 06:00 |
| 2                                           | John "Bradshaw" Layfield, Kane e The Legacy (Cody Rhodes e Ted DiBiase) derrotaram John Cena, Batista e Cryme Tyme (Shad Gaspard e JTG) | Luta de quartetos | 11:00 |
| 3                                           | The Great Khali (com Ranjin Singh) derrotou Jimmy Wang Yang                                                                             | Luta individual   | 01:30 |
| 4                                           | Edge derrotou Jeff Hardy | Luta individual   | 12:00 |
| (c) – Refere-se aos campeões antes da luta. | |                   |       |

#### Saturday Night's Main Event XXXVII
Saturday Night's Main Event XXXVII ocorreu em 14 de dezembro de 2024, em Uniondale, Nova Iorque, no Nassau Veterans Memorial Coliseum, no mesmo local de 37 anos atrás, durante o evento inaugural. O evento foi transmitido simultaneamente, exibido pela NBC e transmitido pelo Peacock, além de ser transmitido no YouTube nos mercados internacionais como um especial de duas horas, marcando o primeiro Saturday Night's Main Event desde 2008. Este especial viu a coroação da campeã inaugural do Campeonato Feminino dos Estados Unidos da WWE.
Em 6 de dezembro, foi anunciado que o membro do Hall da Fama da WWE, Jesse "The Body" Ventura, forneceria comentários no evento. O analista de futebol americano universitário da ESPN, Pat McAfee, também retornou para fornecer comentários em todas as lutas do mesmo evento.
| Nº                                          | Resultados | Estipulações                                                                  | Tempo |
| ------------------------------------------- | --- | ----------------------------------------------------------------------------- | ----- |
| Dark                                        | Motor City Machine Guns (Alex Shelley e Chris Sabin) derrotaram A-Town Down Under (Austin Theory e Grayson Waller) | Luta de duplas                                                                | 8:00  |
| 2                                           | Drew McIntyre derrotou Sami Zayn                                                                                   | Luta individual                                                               | 10:05 |
| 3                                           | Liv Morgan (c) derrotou Iyo Sky                                                                                    | Luta individual pelo Campeonato Mundial Feminino                              | 9:05  |
| 4                                           | Gunther (c) derrotou Finn Bálor e Damian Priest                                                                    | Luta triple threat pelo Campeonato Mundial dos Pesos Pesados                  | 11:05 |
| 5                                           | Chelsea Green derrotou Michin                                                                                      | Final do torneio pelo inaugural Campeonato Feminino dos Estados Unidos da WWE | 8:05  |
| 6                                           | Cody Rhodes (c) derrotou Kevin Owens                                                                               | Luta individual pelo Campeonato Indiscutível da WWE                           | 12:00 |
| (c) – Refere-se aos campeões antes da luta. | |                                                                               |       |

##### Torneio pelo Campeonato Feminino dos Estados Unidos da WWE
O torneio pelo inaugural WWE Women's United States Championship começou em 15 de novembro e foi concluído em 14 de dezembro de 2024, no Saturday Night's Main Event.
|  |                                                                  |                                                                  |                                                                  |  |  |                                             |                                             |                                             |  |  |                                                          |                                                          |                                                          |
|  | Primeira rodada SmackDown 15 de novembro – 6 de dezembro de 2024 | Primeira rodada SmackDown 15 de novembro – 6 de dezembro de 2024 | Primeira rodada SmackDown 15 de novembro – 6 de dezembro de 2024 |  |  | Semifinais SmackDown 13 de dezembro de 2024 | Semifinais SmackDown 13 de dezembro de 2024 | Semifinais SmackDown 13 de dezembro de 2024 |  |  | Final Saturday Night's Main Event 14 de dezembro de 2024 | Final Saturday Night's Main Event 14 de dezembro de 2024 | Final Saturday Night's Main Event 14 de dezembro de 2024 |
|  | Primeira rodada SmackDown 15 de novembro – 6 de dezembro de 2024 | Primeira rodada SmackDown 15 de novembro – 6 de dezembro de 2024 | Primeira rodada SmackDown 15 de novembro – 6 de dezembro de 2024 |  |  | Semifinais SmackDown 13 de dezembro de 2024 | Semifinais SmackDown 13 de dezembro de 2024 | Semifinais SmackDown 13 de dezembro de 2024 |  |  | Final Saturday Night's Main Event 14 de dezembro de 2024 | Final Saturday Night's Main Event 14 de dezembro de 2024 | Final Saturday Night's Main Event 14 de dezembro de 2024 |
|  |                                                                  |                                                                  |                                                                  |  |  |                                             |                                             |                                             |  |  |                                                          |                                                          |                                                          |
|  |                                                                  |                                                                  |                                                                  |  |  |                                             |                                             |                                             |  |  |                                                          |                                                          |                                                          |
|  | Bayley                                                           | Bayley                                                           | Pin                                                              |  |  |                                             |                                             |                                             |  |  |                                                          |                                                          |                                                          |
|  | Bayley                                                           | Bayley                                                           | Pin                                                              |  |  |                                             |                                             |                                             |  |  |                                                          |                                                          |                                                          |
|  | Candice LeRae                                                    | Candice LeRae                                                    | —                                                                |  |  |                                             |                                             |                                             |  |  |                                                          |                                                          |                                                          |
|  | Candice LeRae                                                    | Candice LeRae                                                    | —                                                                |  |  |                                             |                                             |                                             |  |  |                                                          |                                                          |                                                          |
|  | B-Fab                                                            | B-Fab                                                            | 10:02                                                            |  |  | Bayley                                      | Bayley                                      | 12:12                                       |  |  |                                                          |                                                          |                                                          |
|  | B-Fab                                                            | B-Fab                                                            | 10:02                                                            |  |  | Bayley                                      | Bayley                                      | 12:12                                       |  |  |                                                          |                                                          |                                                          |
|  |                                                                  |                                                                  |                                                                  |  |  | Chelsea Green                               | Chelsea Green                               | Pin                                         |  |  |                                                          |                                                          |                                                          |
|  |                                                                  |                                                                  |                                                                  |  |  | Chelsea Green                               | Chelsea Green                               | Pin                                         |  |  |                                                          |                                                          |                                                          |
|  | Bianca Belair                                                    | Bianca Belair                                                    | —                                                                |  |  |                                             |                                             |                                             |  |  |                                                          |                                                          |                                                          |
|  | Bianca Belair                                                    | Bianca Belair                                                    | —                                                                |  |  |                                             |                                             |                                             |  |  |                                                          |                                                          |                                                          |
|  | Chelsea Green                                                    | Chelsea Green                                                    | Pin                                                              |  |  |                                             |                                             |                                             |  |  |                                                          |                                                          |                                                          |
|  | Chelsea Green                                                    | Chelsea Green                                                    | Pin                                                              |  |  |                                             |                                             |                                             |  |  |                                                          |                                                          |                                                          |
|  | Blair Davenport                                                  | Blair Davenport                                                  | 10:04                                                            |  |  | Chelsea Green                               | Chelsea Green                               | Pin                                         |  |  |                                                          |                                                          |                                                          |
|  | Blair Davenport                                                  | Blair Davenport                                                  | 10:04                                                            |  |  |                                             | Chelsea Green                               | Pin                                         |  |  |                                                          |                                                          |                                                          |
|  |                                                                  |                                                                  |                                                                  |  |  | Michin                                      | Michin                                      | 8:05                                        |  |  |                                                          |                                                          |                                                          |
|  |                                                                  |                                                                  |                                                                  |  |  | Michin                                      | Michin                                      | 8:05                                        |  |  |                                                          |                                                          |                                                          |
|  | Lash Legend                                                      | Lash Legend                                                      | —                                                                |  |  |                                             |                                             |                                             |  |  |                                                          |                                                          |                                                          |
|  | Lash Legend                                                      | Lash Legend                                                      | —                                                                |  |  |                                             |                                             |                                             |  |  |                                                          |                                                          |                                                          |
|  | Michin                                                           | Michin                                                           | Pin                                                              |  |  |                                             |                                             |                                             |  |  |                                                          |                                                          |                                                          |
|  | Michin                                                           | Michin                                                           | Pin                                                              |  |  |                                             |                                             |                                             |  |  |                                                          |                                                          |                                                          |
|  | Piper Niven                                                      | Piper Niven                                                      | 10:34                                                            |  |  | Michin                                      | Michin                                      | Pin                                         |  |  |                                                          |                                                          |                                                          |
|  | Piper Niven                                                      | Piper Niven                                                      | 10:34                                                            |  |  | Michin                                      | Michin                                      | Pin                                         |  |  |                                                          |                                                          |                                                          |
|  |                                                                  |                                                                  |                                                                  |  |  | Tiffany Stratton                            | Tiffany Stratton                            | 8:23                                        |  |  |                                                          |                                                          |                                                          |
|  |                                                                  |                                                                  |                                                                  |  |  | Tiffany Stratton                            | Tiffany Stratton                            | 8:23                                        |  |  |                                                          |                                                          |                                                          |
|  | Naomi                                                            | Naomi                                                            | —                                                                |  |  |                                             |                                             |                                             |  |  |                                                          |                                                          |                                                          |
|  | Naomi                                                            | Naomi                                                            | —                                                                |  |  |                                             |                                             |                                             |  |  |                                                          |                                                          |                                                          |
|  | Tiffany Stratton                                                 | Tiffany Stratton                                                 | Pin                                                              |  |  |                                             |                                             |                                             |  |  |                                                          |                                                          |                                                          |
|  | Tiffany Stratton                                                 | Tiffany Stratton                                                 | Pin                                                              |  |  |                                             |                                             |                                             |  |  |                                                          |                                                          |                                                          |
|  | Elektra Lopez                                                    | Elektra Lopez                                                    | 7:32                                                             |  |  |                                             |                                             |                                             |  |  |                                                          |                                                          |                                                          |
|  | Elektra Lopez                                                    | Elektra Lopez                                                    | 7:32                                                             |  |  |                                             |                                             |                                             |  |  |                                                          |                                                          |                                                          |

Notas
1. ↑  Jade Cargill originalmente faria parte do torneio, mas foi atacada nos bastidores por um agressor desconhecido durante o episódio de 22 de novembro do SmackDown e foi retirada da competição.[92] Ela foi substituída por Lash Legend, do NXT.[94]

#### Saturday Night's Main Event XXXVIII
Saturday Night's Main Event XXXVIII ocorreu em 25 de janeiro de 2025, em San Antonio, Texas, no Frost Bank Center. O evento foi transmitido simultaneamente, exibido pela NBC e transmitido pelo Peacock nos Estados Unidos e no YouTube na maioria dos outros mercados internacionais. O evento também contou com a assinatura de contrato entre Cody Rhodes e Kevin Owens para a luta de escadas pelo Campeonato Indiscutível da WWE de Rhodes e o Campeonato "Winged Eagle" de Owens no evento Royal Rumble, com a assinatura sendo moderada pelo membro do Hall da Fama da WWE, Shawn Michaels.
| Nº                                          | Resultados                                             | Estipulações                                              | Tempo |
| ------------------------------------------- | ------------------------------------------------------ | --------------------------------------------------------- | ----- |
| Dark                                        | LA Knight derrotou Carmelo Hayes                       | Luta individual                                           | —     |
| 2                                           | Rhea Ripley (c) derrotou Nia Jax                       | Luta individual pelo Campeonato Mundial Feminino          | 9:25  |
| 3                                           | Bron Breakker (c) derrotou Sheamus                     | Luta individual pelo Campeonato Intercontinental da WWE   | 11:30 |
| 4                                           | Braun Strowman derrotou Jacob Fatu por desqualificação | Luta individual                                           | 9:00  |
| 5                                           | Gunther (c) derrotou Jey Uso                           | Luta individual pelo Campeonato Mundial dos Pesos Pesados | 16:40 |
| (c) – Refere-se aos campeões antes da luta. |                                                        |                                                           |       |

#### Saturday Night's Main Event XXXIX
Saturday Night's Main Event XXXIX ocorreu em 24 de maio de 2025, em Tampa, Flórida, no Yuengling Center, e foi transmitido pela NBC e pelo Peacock nos Estados Unidos, além de estar disponível no YouTube na maioria dos mercados internacionais.
O evento contou com o retorno de Cody Rhodes, em sua primeira aparição desde a Noite 2 da WrestleMania 41, assim como Bronson Reed, que estava afastado devido a uma fratura no tornozelo desde o Survivor Series: WarGames em novembro de 2024 e se juntou à aliança de Seth Rollins, Bron Breakker e Paul Heyman. O membro do Hall da Fama da WWE, Jesse "The Body" Ventura, retornou para comentar o evento.
| Nº                                          | Resultados                                                                                                | Estipulações                                                       | Tempo |
| ------------------------------------------- | --- | ------------------------------------------------------------------ | ----- |
| Dark                                        | American Made (Brutus Creed e Julius Creed) derrotaram Latino World Order (Cruz Del Toro e Joaquin Wilde) | Luta de duplas                                                     | 7:37  |
| 2                                           | Seth Rollins e Bron Breakker (com Paul Heyman) derrotaram CM Punk e Sami Zayn                             | Luta de duplas                                                     | 13:10 |
| 3                                           | Zelina Vega (c) derrotou Chelsea Green (com Alba Fyre e Piper Niven)                                      | Luta individual pelo Campeonato Feminino dos Estados Unidos da WWE | 5:10  |
| 4                                           | John Cena derrotou R-Truth                                                                                | Luta individual                                                    | 4:25  |
| 5                                           | Damian Priest derrotou Drew McIntyre por escapar da jaula                                                 | Luta em uma jaula de aço                                           | 11:50 |
| 6                                           | Jey Uso (c) derrotou Logan Paul                                                                           | Luta individual pelo Campeonato Mundial dos Pesos Pesados          | 9:45  |
| (c) – Refere-se aos campeões antes da luta. | |                                                                    |       |

#### Saturday Night's Main Event XL
Saturday Night's Main Event XL ocorreu em 12 de julho de 2025 na State Farm Arena em Atlanta, Geórgia e foi transmitido pela NBC e pelo Peacock nos Estados Unidos, além de estar disponível no YouTube na maioria dos mercados internacionais. Esse evento contou com a primeira luta de Goldberg desde 2022, que também marcou a última luta de sua carreira de 28 anos na luta livre profissional.
| Nº                                          | Resultados                                                           | Estipulações                                                                                            | Tempo |
| ------------------------------------------- | -------------------------------------------------------------------- | --- | ----- |
| 1                                           | Randy Orton (com Jelly Roll) derrotou Drew McIntyre (com Logan Paul) | Luta individual                                                                                         | 8:26  |
| 2                                           | Solo Sikoa (c) derrotou Jimmy Uso                                    | Luta individual pelo Campeonato dos Estados Unidos da WWE                                               | 10:49 |
| 3                                           | LA Knight derrotou Seth Rollins (com Paul Heyman)                    | Luta individual                                                                                         | 11:38 |
| 4                                           | Gunther (c) derrotou Goldberg por submissão técnica                  | Luta individual pelo Campeonato Mundial dos Pesos Pesados Esta foi a luta de aposentadoria de Goldberg. | 15:20 |
| (c) – Refere-se aos campeões antes da luta. |                                                                      | |       |